# Kadazan
Kadazan – grupa etniczna zamieszkująca stan Sabah, na północy wyspy Borneo. Według danych z 2004 r. ich populacja wynosi 514 tys. osób. Skupiska Kadazan występują także w regionie Kalimantan w Indonezji oraz w państwie Brunei.
Są zróżnicowani wewnętrznie, dzielą się na szereg odizolowanych grup terytorialnych. Wyznają chrześcijaństwo (przede wszystkim katolicyzm) bądź islam. Spotyka się także wierzenia tradycyjne, bazujące na politeizmie i magii.
W piśmiennictwie są rozpatrywani łącznie z ludami Dusun, z którymi tworzą grupę ludów Kadazan-Dusun.
Tradycyjnie zajmują się przede wszystkim rolnictwem (uprawa ryżu). Rybołówstwo i łowiectwo odgrywają rolę pomocniczą. Rozwinęli także hodowlę zwierząt (świnie, drób, bydło) oraz rzemiosło – tkactwo i kowalstwo, a także plecionkarstwo na bazie rattanu. Tradycyjny ubiór jest wypierany przez ubiór malajski i europejski. Współcześnie formuje się warstwa inteligencji. Dziś wielu pracuje na plantacjach kauczuku lub w usługach.
Tradycyjny system pokrewieństwa ma charakter patrylinearny. Związek małżeński – patrylokalny.